# Guatteria insignis
Guatteria insignis este o specie de plante angiosperme din genul Guatteria, familia Annonaceae, descrisă de Robert Elias Fries. Conform Catalogue of Life specia Guatteria insignis nu are subspecii cunoscute.